# Amazoniec gujański
Amazoniec gujański (Amazonius germani) – gatunek pająka z rodziny ptasznikowatych (Theraphosidae). Zamieszkuje Amerykę Południową.

## Taksonomia
Gatunek opisał po raz pierwszy Schmidt w 1994 pod nazwą Tapinauchenius gigas. W 2018 roku Hüsser przeniósł ten gatunek do rodzaju Pseudoclamoris. Cztery lata później Cifuentes i Bertani opisali Pseudoclamoris gigas pod nazwą Amazonius germani.

## Areał występowania i środowisko
Występuje w Wenezueli, Gujanie Francuskiej, Kolumbii, Brazylii oraz Peru. Zamieszkuje nizinne lasy deszczowe Amazonii, gdzie żyje w szczelinach drzew. Gniazdo samodzielnie utworzone z pajęczyny. Gatunek nadrzewny.

## Morfologia
Samica dorasta do około 5 cm długości ciała. Karapaks dłuższy niż szerszy. Młode są pomarańczowe, mają czarne: karapaks, opistosomę i stopy. Opistosoma z pomarańczowo-żółtym ornamentem. Nie posiadają zielonego/niebieskiego połysku na odnóżach. Dorosłe są pomarańczowe z beżowym karapaksem. Na odnóżach metaliczny połysk (zielony lub niebieski). Samiec jest od samicy mniejszy i po ostatnim linieniu staje się szary.

## Biologia
Samica żyje krótko, umiera po około 4 lub 5 latach. Samiec dożywa 2-3 miesięcy po osiągnięciu dojrzałości płciowej.
Gatunek ten prowadzi skryty tryb życia, jest niespokojny, zdarza mu się przyjąć postawę obronną, dobrze skacze i bardzo szybko biega. Dysponuje słabym jadem.